# 沙拉鈴站
沙拉鈴站（音素換寫：S̄t̄hānī ṣ̄ālādæng，皇家轉寫：Sathani Sala Daeng，發音：[sā.tʰǎː.nīː sǎː.lāː dɛ̄ːŋ]）位於泰國首都曼谷挽叻縣、是隆路與沙拉噹街交界，為曼谷BTS（高架電車）席隆線上的一座車站，車站編號為S2。此站附近日間為中央商業區；晚間為夜市及紅燈區。另外它毗鄰曼谷地鐵的是隆車站，可由天橋相互轉乘。

## 鄰近地點
- 拍喃四路：
  - 是樂園
  - 泰國紅十字會：毒蛇醫院
  - 新加坡資本羅賓遜百貨商店
  - 曼谷地鐵的是隆車站
- 是隆路：
  - 曼谷杜斯特塔尼酒店（英语：Dusit Thani Bangkok）（已於2020年完成拆卸）
  - 盤谷銀行的總行
  - 拍蓬街：紅燈區，主要供應妓女及變性人。
  - 他火野街：遍布日本式娛樂的酒吧
- 素理翁路：
  - 巴吞猜街：為男同性戀者服務的紅燈區，只供應男妓及變性人。

## 外部連結
- 曼谷集體運輸系統（高架電車）的官方網站